# Oh Kwang-rok
Oh Kwang-rok (hangul: 오광록, hanja: 吳光祿, RR: Gim Gwang-rok) es un actor surcoreano.

## Carrera
Es miembro de la agencia "SidusHQ".
En septiembre del 2007 se unió al elenco principal de la serie The Legend donde interpretó a Hyeon-go, el líder de los maestros de los Cuatro Dioses y de la aldea de Geomul, hasta el final de la serie en diciembre del mismo año. El actor Oh Seung-yoon interpretó a Hyeon-go de joven.
En el 2008 apareció en la serie Formidable Rivals donde dio vida a Cha Gwang-soo, el padre de Cha Yeong-jin (Chae Rim).
En septiembre de 2009 dio vida al abogado Kim Byeon en la película The Case of Itaewon Homicide.
En el 2013 realizó una aparición especial en la serie Empress Ki donde interpretó a Heuk-soo, un comerciante.
En 2014 se unió al elenco recurrente de la serie High School King of Savvy (también conocida como "King of High School Life Conduct") donde dio vida a Choi Jang-ho, el padre adoptivo de Lee Min-suk (Seo In-guk).
Ese mismo año se unió al elenco de la serie Healer donde interpretó a Ki Young-jae, el maestro y entrenador de Seo Jung-hoo (Ji Chang-wook) y el primer "Healer". El actor Choi Dong-goo interpretó a Young-jae de joven.
El 5 de enero del 2015 se unió al elenco principal de la serie The Invincible Lady Cha (también conocida como "Iron Lady Cha") donde dio vida a Oh Dal-soo, el esposo de Cha Mi-ran (Kim Bo-yun), hasta el final de la serie el 12 de junio del mismo año.
El 26 de marzo del 2016 realizó una aparición especial en el drama Page Turner donde interpretó a un vendedor ambulante debajo del subterráneo, hasta el final de la serie el 9 de abril del mismo año.
En febrero del 2017 se unió al elenco recurrente de la serie Tomorrow With You donde dio vida a Shin Sung-gyoo, el CEO de "Happiness Constructions" y el padre de Papá de Shin Se-young (Park Joo-hee).
En el 2018 se unió al elenco recurrente de la serie Devilish Charm donde interpretó a Ju Man-sik, el padre de Ju Gi-ppeum (Song Ha-yoon), Ja-rang (Kang Yoon-je) y Sa-rang (Kim Ji-young).
En 2019 se unió al elenco recurrente de la serie Big Issue, donde da vida al doctor Go (Gobaksa).
En 2022 fue Park Deuk-soo, un vividor y mujeriego que abandonó a su familia, cuyo hijo es el protagonista interpretado por Jung Woo, en la serie de Netflix Una familia ejemplar.

## Filmografía

### Series de televisión
| Año     | Título                                | Personaje          | Notas         | Ref.        |
| ------- | ------------------------------------- | ------------------ | ------------- | ----------- |
| 2006    | Dr. Kkang                             | Dr. Bong           |               |             |
| 2007    | If in Love... Like Them               | -                  |               |             |
| 2007    | The Legend                            | Hyeon-go           | 24 episodios  |             |
| 2008    | Get Up                                | Pescador           |               |             |
| 2008    | Formidable Rivals                     | Cha Gwang-soo      |               |             |
| 2011    | God's Quiz Season 2                   | Jefe               |               |             |
| 2011    | Vampire Idol                          | Kwang-rok          | Ep. 7         |             |
| 2012    | Faith                                 | Adivino            | Cameo, ep. 1  |             |
| 2012    | Short Family                          | Kwang-rok          |               |             |
| 2013    | Empress Ki                            | Heuk-soo           | Cameo         |             |
| 2014    | High School King of Savvy             | Choi Jang-ho       |               |             |
| 2014    | Love Cells                            | Gerente de Seo Rin |               |             |
| 2014    | Healer                                | Ki Young-jae       |               |             |
| 2015    | The Invincible Lady Cha               | Oh Dal-soo         | 111 episodios |             |
| 2016    | Page Turner                           | Vendedor Ambulante | 3 episodios   |             |
| 2017    | Tomorrow With You                     | Shin Sung-gyoo     | 9 episodios   |             |
| 2017    | Assistant Manager Park's Private Life | -                  | Drama Stage   |             |
| 2018    | Devilish Charm                        | Ju Man-sik         |               |             |
| 2018    | Big Forest                            | Compatriota        | Ep. 5         |             |
| 2019    | Big Issue                             | Dr. Go             |               |             |
| 2020    | Extracurricular                       | Jae-ik             |               |             |
| 2021    | Lost                                  | Seo Jin-seop       |               |             |
| 2021    | Melancholia                           | Ji Hyun-wook       |               |             |
| 2022    | Una familia ejemplar                  | Park Deuk-soo      |               | [ 4 ]       |
| 2022-23 | Island                                | Mayordomo          | Serie web     | [ 5 ]       |
| 2024    | Hide                                  | Na Seok-jin        |               | [ 6 ]       |
| Prog.   | Uncle Samsik                          | Joo In-tae         |               | [ 7 ] [ 8 ] |

### Películas
| Año  | Título                                | Personaje                | Notas                                                                                    |
| ---- | ------------------------------------- | ------------------------ | ---------------------------------------------------------------------------------------- |
| 1996 | The World That I See With Closed Eyes | -                        |                                                                                          |
| 2000 | The End of April                      | -                        | Cortometraje                                                                             |
| 2001 | Waikiki Brothers                      | Hyun-gu                  | Junto a Lee Eol, Park Won-sang, Hwang Jung-min, Oh Ji-hye y Lee Tae-ri                   |
| 2002 | Sympathy for Mr. Vengeance            | Anarquista               | Junto a Song Kang-ho, Shin Ha-kyun, Bae Doona, Han Bo-bae, Im Ji-eun y Ryoo Seung-bum    |
| 2003 | Spring Bears Love                     | -                        | Junto a Bae Doona, Kim Nam-jin, Yoon Ji-hye, Im Kyeong-hyeong y Yoon Jong-sin            |
| 2003 | Oldboy                                | Suicida                  | Junto a Min Sik-choi, Yoo Ji-tae, Kang Hye-jung, Oh Dal-su y Yoo Yeon-seok               |
| 2004 | The Wolf Returns                      | Eagle                    |                                                                                          |
| 2004 | A Moment to Remember                  | Vagabundo en la estación | Junto a Son Ye-jin, Jung Woo-sung y Baek Jong-hack                                       |
| 2005 | How Does the Blind Dream?             | Persona invidente        | Cortometraje - Junto a Oh Dal-su                                                         |
| 2005 | She's on Duty                         | Bae Doo-sang             | Junto a Kim Sun-a, Nam Sang-mi, Gong Yoo, Ha Jung-woo y Noh Joo-hyun                     |
| 2005 | A Bittersweet Life                    | -                        | Junto a Lee Byung-hun, Kim Yeong-cheol, Shin Min-ah, Hwang Jung-min y Jin Goo            |
| 2005 | Sympathy for Lady Vengeance           | Padre de Se-hyun         | Junto a Lee Young-ae, Choi Min-sik, Kwon Yea-young, Kim Shi-hoo y Kim Hee-soo            |
| 2005 | Mr. Socrates                          | -                        | Cameo - Junto a Kim Rae-won                                                              |
| 2005 | Boy Goes to Heaven                    | -                        | Junto a Yum Jung-ah, Park Hae-il, Park Eun-soo y Jeong Jin-gak                           |
| 2006 | Vampire Cop Ricky                     | Cazador de vampiros      | Junto a Kim Su-ro, Jo Yeo-jeong, Chun Ho-jin y Son Byong-ho                              |
| 2006 | Maundy Thursday                       | Condenado a muerte 2896  | Junto a Gang Dong-won, Lee Na-young y Jang Hyun-sung                                     |
| 2006 | A Cruel Attendance                    | -                        |                                                                                          |
| 2007 | The Elephant on the Bike              | Padre de Dong-gyu        | Junto a Yang Jin-woo, Kim Jung-hwa, Jo Sung-ha y Park Hyo-joo                            |
| 2007 | Seven Days                            | Yang Chang-goo           | Junto a Yunjin Kim, Park Hee-soon, Kim Mi-sook, Choi Moo-sung y Jang Hang-sun            |
| 2008 | Like Father, Like Son                 | Hyun-jin                 | Cameo                                                                                    |
| 2008 | Baby and I                            | Kwang-rok                | Junto a Jang Keun-suk, Moon Mason, Park Myeong-su y Song Ha-yoon                         |
| 2009 | Marine Boy                            | Doctor Park              | Junto a Cho Jae-hyun, Park Si-yeon, Kim Kang-woo, Lee Won-jong, Um Hyo-sup y Jo Jae-yoon |
| 2009 | Why Did You Come to My House?         | Hombre suicida           |                                                                                          |
| 2009 | The Case of Itaewon Homicide          | Kim Byeon                | Junto a Jung Jin-young, Jang Geun-suk, Shin Seung-hwan, Ko Chang-seok y Song Joong-ki    |
| 2009 | Take Off                              | Farmacéutico             | Junto a Ha Jung-woo, Kim Dong-wook y Kim Ji-seok                                         |
| 2009 | The End                               | -                        | Cortometraje                                                                             |
| 2010 | Man of Vendetta                       | Técnico en GPS           | Junto a Kim Myung-min, Um Ki-joon, Kim So-hyun, Park Joo-mi y Lee Byung-joon             |
| 2010 | No Doubt                              | Profesor Kim             |                                                                                          |
| 2011 | Night Fishing                         | Oh Kee-seok              | Cortometraje - Junto a Lee Jung-hyun y Lee Yong-nyeo                                     |
| 2011 | Countdown                             | Dr. Song                 | Junto a Jeon Do-yeon, Jung Jae-young, Min, Kim Dong-wook, Lee Geung-young y Oh Man-seok  |
| 2011 | Endless Joke                          | -                        | Cortometraje                                                                             |
| 2011 | Persimmon                             | -                        |                                                                                          |
| 2011 | Always                                | Park Chang-soo           | Junto a So Ji-sub, Han Hyo-joo, Yun Jong-hwa, Kang Shin-il, Jin Goo y Kim Mi-kyung       |
| 2011 | Sunday Punch                          | Geun-seok                | Junto a Kim Jeong-hoon, Yoon Jin-seo, Yoo Dong-geun, Cha Hwa-yeon y Jo Sung-ha           |
| 2012 | Dangerously Excited                   | Bob Dylan                | Cameo - Junto a Yoon Je-moon, Sung Joon, Song Ha-yoon y Ko Chang-seok                    |
| 2012 | The Spies                             | Hombre sentado           | Cameo - Junto a Kim Myung-min y Yum Jung-ah                                              |
| 2012 | The Decisive One Shot                 | -                        |                                                                                          |
| 2013 | Eating, Talking, Faucking             | Jo Mool-joo              |                                                                                          |
| 2013 | Born to Sing                          | Jefe de la Sección Maeng | Junto a Kim In-kwon, Ryu Hyun-kyung, Lee Cho-hee, Yoo Yeon-seok y Kim Soo-mi             |
| 2013 | Mai Ratima                            | Propietario de la Tienda | Cameo - Junto a Bae Soo-bin, Park Ji-soo, So Yoo-jin y Go Se-won                         |
| 2013 | Killer Toon                           | Detective jefe           | Junto a Lee Si-young, Um Ki-joon, Hyun Woo, Moon Ga-young y Kwon Hae-hyo                 |
| 2013 | Rough Play                            | Jo Kang-ho               | Junto a Lee Joon, Seo Young-hee, Kang Shin-hyo y Kyung Sung-hwan                         |
| 2013 | 11 A.M.                               | Doctor Seo               | Junto a Jung Jae-young, Kim Ok-bin, Choi Daniel, Park Chul-min y Lee Dae-yeon            |
| 2014 | God's Eye View                        | Jo Yo-han                |                                                                                          |
| 2014 | The Stone                             | Lee Soo                  | Cameo - Junto a Cho Dong-in, Kim Roi-ha, Park Won-sang y Myung Gye-nam                   |
| 2014 | My Sister                             | Detective Kim            |                                                                                          |
| 2014 | The Con Artists                       | Profesor Min             | Junto a Kim Woo-bin, Lee Hyun-woo, Kim Yeong-cheol, Ko Chang-seok y Jung Man-sik         |
| 2015 | Five Senses of Love                   | -                        |                                                                                          |
| 2015 | Alice in Earnestland                  | Profesor de Arte         | Junto a Lee Jung-hyun, Lee Hae-young, Seo Young-hwa y Lee Jun-hyeok                      |
| 2015 | My Sister, the Pig Lady               | Padre de Jae-hwa         | Junto a Hwang Jung-eum, Lee Jong-hyuk, Choi Yeo-jin y Park Jin-ju                        |
| 2016 | If You Were Me                        | Dr. Kim                  |                                                                                          |
| 2016 | Rock N Roll Grandpa                   | -                        | Junto a Yang Seung-ho, Ha eun-seol, Yoon Soo-il y Lee Chae-mi                            |
| 2017 | The Tooth and the Nail                | Dueño del teatro         | Aparición especial - Junto a Go Soo, Kim Joo-hyuk, Park Sung-woong y Moon Sung-keun      |
| 2017 | Autumn Sonata                         | Joon                     | Junto a BoA, Lee Hak-joo, Song Ok-sook, Im Hyun-shik y Jo Hee-bong                       |
| 2017 | Warriors of the Dawn                  | Pockmark                 | Junto a Lee Jung-jae, Yeo Jin-goo, Kim Mu-yeol, Esom, Oh Seung-yoon y Kim Young-min      |
| 2018 | Beautiful Days                        | Padre de Zhen Chen       | Junto a Jang Dong-yoon, Lee Na-young, Lee Yoo-jun y Seo Hyun-woo                         |
| 2019 | Forbidden Dream                       | Lee Soon-ji              | Junto a Shin Goo, Kim Hong-pa, Heo Joon-ho, Kim Won-hae, Kim Tae-woo e Im Won-hee        |

### Programas de variedades
| Año  | Programa                | Notas   |
| ---- | ----------------------- | ------- |
| 2019 | 바다가 들린다           |         |
| 2018 | Dunia: Into A New World | miembro |

### Teatro
| Año  | Obra  | Personaje | Notas |
| ---- | ----- | --------- | ----- |
| 2010 | A Nap | -         |       |